# 아네르스 리네고르
아네르스 로센크란츠 리네고르(덴마크어: Anders Rosenkrantz Lindegaard, 1984년 4월 13일 ~ )는 덴마크의 전직 축구 선수이자 현 은행원으로 과거 포지션은 골키퍼였으며 현재 UBS의 사업 개발자로 근무 중이다.
2010년 11월 노르웨이의 축구 클럽인 올레순 FK로부터 잉글랜드 프리미어리그의 맨체스터 유나이티드 이적에 합의하였고 2011년 1월 맨체스터 유나이티드의 정식 선수로 등록하게 된다. 2011/12시즌 초반에는 데 헤아가 주로 선발 출장하였으나, 데 헤아는 공중볼 처리 미숙 등 잔 실수가 많아 계속 부진하다가 결국에는 2011/12시즌 중반부터 리네고르에게 주전 골키퍼 자리를 내주게 되었다. 리네고르는 중요한 경기 등 꾸준히 선발 출장 하며 안정적인 경기를 펼치며 현재 맨체스터 유나이티드 주전 골키퍼로 도약하였다. 그는 7경기 연속 무실점을 기록하는 등 좋은 활약을 보였으나, 뉴캐슬 유나이티드 FC와의 경기에서 어이없는 실수로 황당 자책골을 허용해 많은 비난을 받았다. 이후 차츰 데 헤아에게 밀려 조금씩 기회를 얻지 못하였고, 리그 중반엔 거의 출전하지 못하였다. 결국 훈련 도중 발목부상을 당했으며, 6~7주 이상 결장이 불가피하게 되었다. 그러나 그는 다시 회복하여 프리시즌 투어에 참가하여 좋은 활약을 펼쳐 평소 가지고 싶어 했던 박지성의 옛 등번호 13번을 물려받게 되었다.
하지만, 지난 시즌에는 발데스가 맨유에 입단하자 백업 자리를 빼앗겼고, 맨유가 이번 시즌을 앞두고 세르히오 로메로를 영입하자, 린데가르트는 웨스트브로미치 앨비언로 이적하여 변화를 모색했지만 캐피털 원 컵(리그컵) 1경기 출전에 그쳤고, 결국 잉글랜드 챔피언십(2부리그) 프레스턴 노스 엔드로 단기 임대되었고 그 후, 프레스턴 노스 엔드로 완전 이적하였다.

## 플레이 스타일
많은 선방을 중시하는 데 헤아와는 달리 수비 리딩을 중시하는 안정적인 스타일이며, 잔실수를 잘하지 않는 골키퍼다.

## 수상

#### 맨체스터 유나이티드 FC
- FA 커뮤니티 쉴드 : 2011, 2013
- 잉글랜드 프리미어리그 : 2013